# سالار منجی
سالار منجی (زاده ۲۱ فروردین ۱۳۷۶ در اهواز) بازیکن بسکتبال اهل ایران است. او با قد ۲ متر و ۴ سانتیمتر در پست سنتر بازی می‌کند.
منجی در تیم‌های پتروشیمی بندر امام خمینی، ذوب‌آهن اصفهان، پالایش نفت آبادان ،شیمیدر و باشگاه بسکتبال شهرداری گرگان بازی کرده‌است. او همچنین  عضو تیم ملی بسکتبال ایران می باشد.منجی در حال حاضر عضو باشگاه العربی کویت است.

## افتخارات
- قهرمانی لیگ برتر بسکتبال ایران با شهرداری گرگان در ۱۴۰۲/۱۴۰۱
- نایب‌ قهرمانی رقابت‌های قهرمانی غرب آسیا در فصل ۱۴۰۲/۱۴۰۱

## آمار حرفه‌ای

### تیم ملی بزرگسالان ایران
- تیم ملی بسکتبال مردان ایران۱[۱۶][۱۷][۱۸]